# ‘En Qovi
‘En Qovi (hebreiska: עין קובי) är en källa i Israel.   Den ligger i distriktet Jerusalem, i den centrala delen av landet. ‘En Qovi ligger 564 meter över havet.
Terrängen runt ‘En Qovi är lite kuperad. Runt ‘En Qovi är det tätbefolkat, med 356 invånare per kvadratkilometer. Närmaste större samhälle är Jerusalem, 10,5 km nordost om ‘En Qovi. Trakten runt ‘En Qovi består till största delen av jordbruksmark.